# L'Empire du Baphomet
Pour les articles homonymes, voir Baphomet (homonymie).
L'Empire du Baphomet est un roman de science-fiction uchronique de Pierre Barbet, publié en 1972. 
Le roman montre les angoisses de l'époque face à la puissance de l'arme nucléaire. Il constitue une uchronie, histoire parallèle à la nôtre, dont le point de divergence se situe en 1118.

## Publications
Le roman L'Empire du Baphomet, traduit par Bernard Kay, a été publié en France à deux reprises :
- Éditions Fleuve noir, collection Anticipation no 1560, Illustration Thole, 1972.
- Éditions  J'ai lu no 768, 158 pages, illustration de couverture Philip Caza, 1977,  (ISBN 2-277-11768-4).

Lors de sa publication dans les pays anglophones, le titre choisi a été Baphomet's Meteore.

## Résumé
En octobre 1118, à côté de Troyes, un vaisseau spatial s'écrase à peu de distance du chevalier Hugues de Payns. Celui-ci s'approche de ce qu'il croit être une grosse pierre tombée du ciel et se retrouve face à un extraterrestre qu'il prend pour un démon. La créature, qui demande à se faire appeler Baphomet, réussit à convaincre Hugues qu'elle n'est pas un diable et conclut un accord avec lui. Si Hugues crée l'Ordre du Temple et souhaite créer un empire chrétien en Orient, Baphomet l'aidera en lui remettant des armes d'une puissance inouïe qui l'aideront à écraser ses ennemis. Ces armes sont en fait des grenades nucléaires miniaturisées. Hugues de Payns ignore que l'intention secrète de Baphomet est d'assurer ultérieurement sa domination sur la Terre dans un proche avenir.
En 1275, assiégé dans Saint-Jean-d'Acre, le grand maître du Temple Guillaume de Beaujeu, à la tête de quelques milliers de chevaliers Templiers et Hospitaliers, mène un combat désespéré contre les Sarrasins. Sur le point de succomber, il est aidé par les armes du Baphomet et réussit à défaire ses ennemis. En quelques mois, il écrase les Arabes du Proche-Orient et fonde un puissant État. Sur les injonctions de Baphomet, il laisse alors la cité à la garde des Hospitaliers et part affronter en un premier temps les Perses, puis les forces du puissant empereur mongol Kubilai Khan pour lui disputer la domination de l’Asie jusqu'au Cathay (Mongolie / Chine). Grâce à un frère scientifique, il perce à jour les secrets de fabrication des grenades atomiques et parvient même, grâce à un reproducteur de matière, à en créer plusieurs centaines.
En fin de compte, les Occidentaux (quelques dizaines de milliers) font face aux Mongols, qui ont rameuté des forces dix fois supérieures (plusieurs centaines de milliers d'hommes). Kubilai Khan demande aux devins le sort de la bataille qui va s'engager : la plupart sont très prudents et prévoient de lourdes pertes. Un moine tibétain, par des pouvoirs psychiques hors du commun, découvre que les Occidentaux sont aidés par une puissance qui n'a rien de divine ou de démoniaque, mais par un être venu d'une autre planète, qui utilise les Occidentaux pour son propre but. Estimant que ses forces sont bien plus nombreuses que celles de ses ennemis, Kubilai Khan ordonne l'attaque. Son armée est anéantie par les grenades atomiques, et il est fait prisonnier.
Dans les dernières pages du roman, Kubilai Khan informe Guillaume de Beaujeu des révélations du moine tibétain. Guillaume  rencontre le moine, qui le convainc de la vérité de ses déclarations. Guillaume ordonne la constitution d'une petite équipe de moines, qui par ses pouvoirs mentaux va pouvoir rivaliser avec ceux de Baphomet. La lutte s'engage ; les moines prennent l'avantage et parviennent à tuer Baphomet. Par la suite Guillaume de Beaujeu fait venir d'Europe l'engin spatial de Baphomet pour en étudier la structure et le fonctionnement. Nul doute que grâce à cette étude, on va pouvoir créer de tels engins en série et que l'humanité va pouvoir partir à la conquête des étoiles.
Les deux derniers paragraphes du roman évoquent le fait que la planète du roman n'est pas la Terre et qu'elle possède deux lunes. L'auteur révèle que son récit concerne une Terre d'un univers parallèle et que son récit est uchronique.